# Derya Büyükuncu
Derya Büyükuncu (Gaziantep, Turquía, 2 de julio de 1976) es un nadador retirado especializado en pruebas de estilo espalda. Fue medalla de bronce en la prueba de 100 metros espalda en el Campeonato Mundial de Natación en Piscina Corta de 2000.
Representó a Turquía en seis Juegos Olímpicos consecutivos: Barcelona 1992, Atlanta 1996, Sídney 2000, Atenas 2004, Pekín 2008 y Londres 2012. Siendo el abanderado en los del Atlanta 1996.

## Palmarés internacional
| Campeonato Mundial de Natación en Piscina Corta | Campeonato Mundial de Natación en Piscina Corta | Campeonato Mundial de Natación en Piscina Corta | Campeonato Mundial de Natación en Piscina Corta |
| Año                                             | Lugar                                           | Medalla                                         | Prueba                                          |
| ----------------------------------------------- | ----------------------------------------------- | ----------------------------------------------- | ----------------------------------------------- |
| 2000                                            | Atenas ( Grecia)                                | Medalla de bronce                               | 100 m espalda                                   |
| Campeonato Europeo de Natación                  |                                                 |                                                 |                                                 |
| Año                                             | Lugar                                           | Medalla                                         | Prueba                                          |
| 2000                                            | Helsinki ( Finlandia)                           | Medalla de bronce                               | 100 m espalda                                   |
| Campeonato Europeo de Natación en Piscina Corta |                                                 |                                                 |                                                 |
| Año                                             | Lugar                                           | Medalla                                         | Prueba                                          |
| 1999                                            | Lisboa ( Portugal)                              | Medalla de plata                                | 100 m espalda                                   |